# Flip (Cocktail)

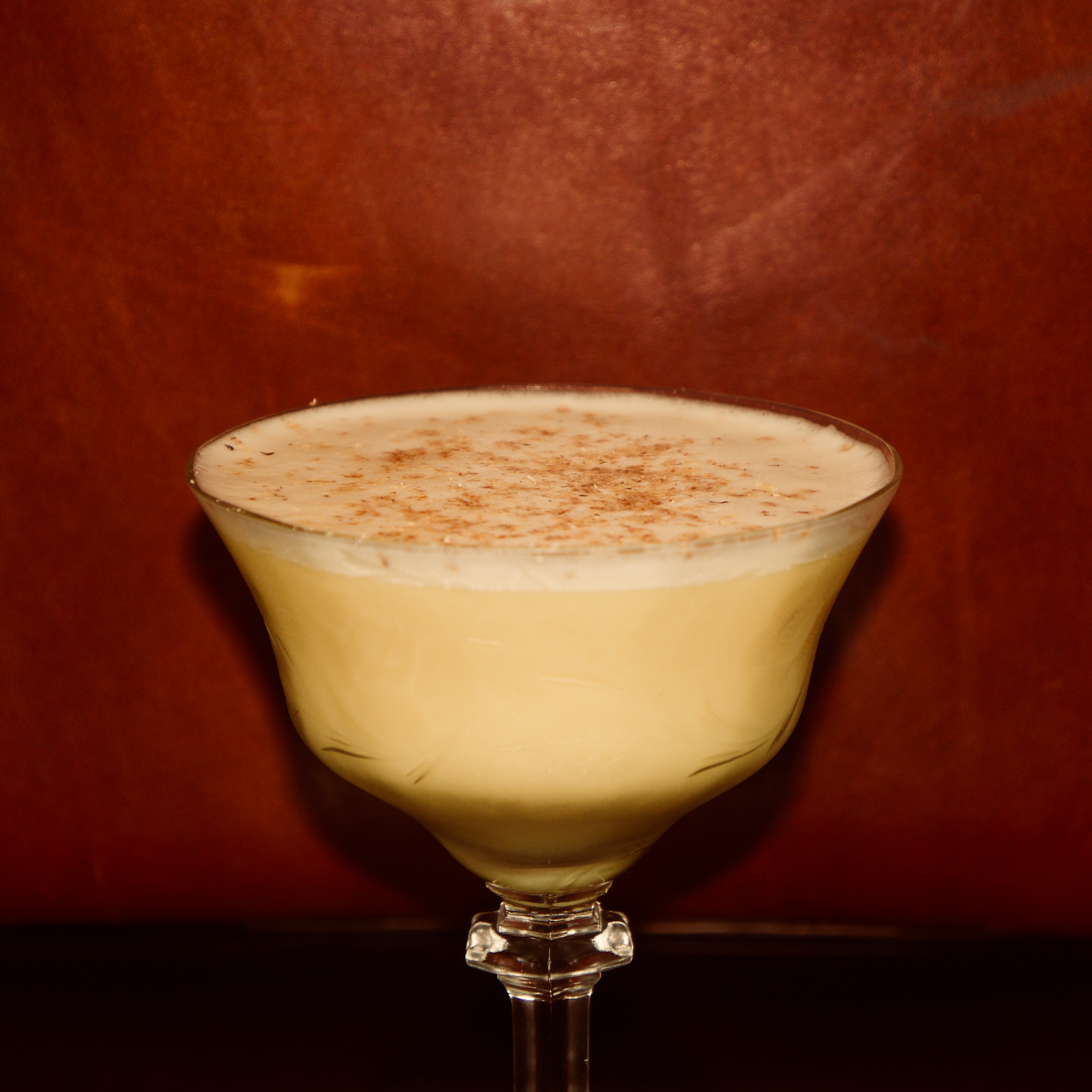
Brandy-Flip

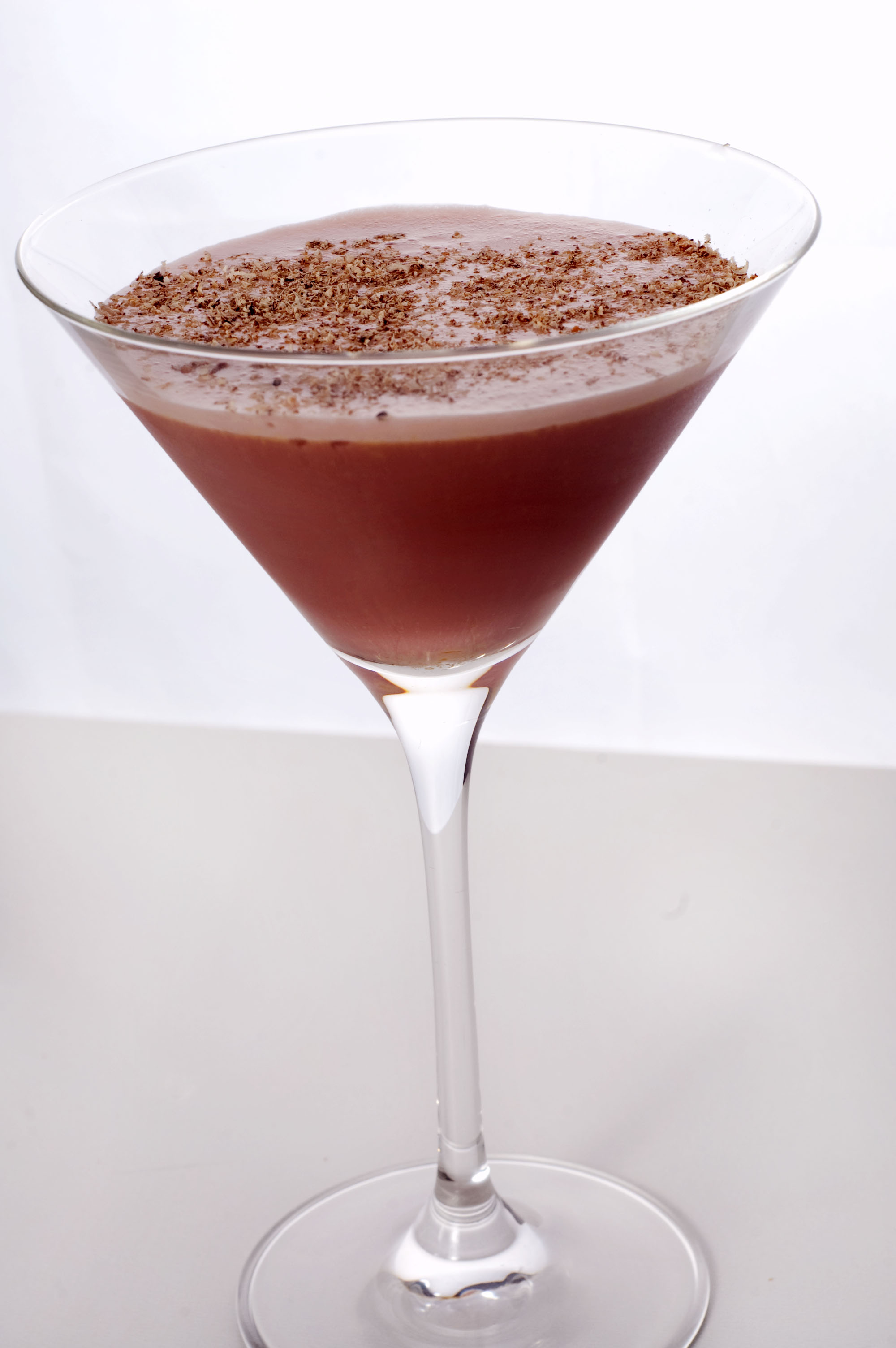
Portwein-Flip

Flip bezeichnet heute eine Gruppe von Cocktails aus Südwein oder Weinbrand, die Eigelb oder ganze Eier enthalten. Im Gegensatz zu Eggnogs wird jedoch weder Milch noch Sahne hinzugegeben. Im 18. Jahrhundert wurde in Nordamerika unter einem Flip eine etwas andere Getränkegruppe verstanden: Diese basierte immer auf Rum, wurde mit Bier oder Cider vermischt und heiß getrunken. Das Getränk wurde nach dem Amerikanischen Unabhängigkeitskrieg unpopulär, als Rum in den Vereinigten Staaten an Popularität verlor. Der moderne Flip hat sich vermutlich aus dieser Getränkegruppe entwickelt. Dabei wurde Bier oder Cider weggelassen, stattdessen Ei hinzugefügt und der Anteil an Zucker erhöht.
Die Cocktails tragen den Namen des verwendeten Alkohols, zum Beispiel Brandy-Flip oder Champagner-Flip. Es gibt auch alkoholfreie Flips mit Kaffee, Tomaten- oder Fruchtsaft wie beispielsweise Bananen-Flip.

## Flip-Mixturen von Jerry Thomas (1887)
Jerry Thomas, ein Barkeeper, der im 19. Jahrhundert das Buch How to Mix Drinks veröffentlichte, beschrieb Mixturen einiger Flips:
- Cold Brandy Flip: Weinbrand, Wasser, Ei, Zucker und geraspelte  Muskatnuss
- Cold Rum Flip: jamaikanischer Rum (statt Weinbrand)
- Cold Gin Flip: holländischer Gin (statt Weinbrand)
- Cold Whiskey Flip: Bourbon Whiskey oder Rye Whiskey (statt Weinbrand)
- Port Wine Flip: Portwein (statt Weinbrand)
- Sherry Wine Flip: Sherry (statt Weinbrand)

- Hot Brandy Flip: Weinbrand, Zucker, Eigelb, heißes Wasser und geraspelte Muskatnuss
- Hot Rum Flip: jamaikanischer Rum (statt Weinbrand)
- Hot Whiskey Flip: Whiskey (statt Weinbrand)
- Hot Gin Flip: holländischer Gin (statt Weinbrand)

- Hot English Rum Flip: Ale, Rum, rohes Ei, Zucker und geraspelte Muskatnuss oder Ingwer
- Hot English Ale Flip: ohne Rum und nur wenig Ei
- Sleeper: Rum, Zucker, Ei, Wasser, Nelken, Koriander und Zitrone

## Der nordamerikanische Flip des 18. Jahrhunderts
Der nordamerikanische Flip, der über ein Jahrhundert lang in Nordamerika eine große Rolle spielte, wurde erstmals 1690 erwähnt. Um das Getränk herzustellen, wurde ein großer Krug überwiegend mit Starkbier gefüllt. Dann wurden Zutaten beigefügt, die das Getränk süßen sollten. Dabei konnte es sich um Melasse oder um Teile eines Zuckerhutes handeln, es kamen aber auch süße Früchte zum Einsatz. Hinzu kam etwa ein Viertelliter Rum. Die Mischung wurde weder gerührt noch geschüttelt. Stattdessen wurde ein kleines Eisen, das an einem Ende eine etwa zwiebelgroße Kugel hatte, im offenen Feuer erhitzt, bis es rotglühend war. Das glühend heiße Eisen, ein sogenannter „Loggerhead“, wie er auch für die Erhitzung von Pech verwendet wurde, wurde dann in den Krug eingetaucht – die Mischung wurde nicht nur heiß, sondern begann auch stark zu schäumen. Es wurde dann auf kleinere Gläser verteilt und heiß getrunken.
Der Flip erhielt durch das Eintauchen des glühend heißen Eisens einen bitteren, leicht karamellisierten Geschmack, der unter den Kolonialisten sehr geschätzt wurde. Die einzelnen Gasthäuser, in denen er angeboten wurde, verwendeten jeweils leicht unterschiedliche Mischungen. Er basierte jedoch immer auf Rum. Einige Gasthäuser, die auch als Station für den Wechsel von Kutschpferden dienten, wurden für ihre Flip-Mischungen sehr bekannt. Von einer solchen Haltestelle unweit von Boston ist bekannt, dass der Gastwirt auch Sahne, Eier und Zucker zu seinem Flip hinzufügte.
Der nordamerikanische Flip basierte auf Rum, der bedeutendsten Spirituose im Nordamerika im 18. Jahrhundert. Rum gelangte zunächst von den karibischen Inseln nach Großbritannien. Dort wurde Zuckerrohr angebaut und Melasse, die Basis für Rum, fiel als Abfallprodukt der Zuckerproduktion an. Bereits 1684 wird eine Rumdestillerie auch in Providence, Massachusetts erwähnt, die aus der Karibik importierte Melasse verarbeitete. Rum verlor jedoch mit dem Amerikanischen Unabhängigkeitskrieg seine Bedeutung in den USA: Mit der Unabhängigkeit von England schien es nicht mehr passend, aus den britischen Kolonien Melasse oder Rum zu importieren. In Nordamerika entstanden zunehmend Whiskydestillerien. Der traditionelle Flip, der auf Rum basierte, verlor gleichzeitig seine Bedeutung.